# マレーシアの地理

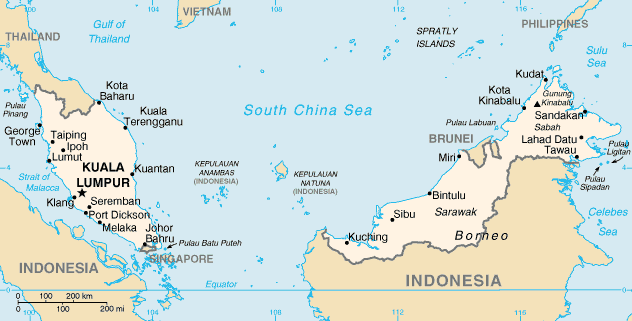
マレーシアの地図

マレーシアの地理（マレーシアのちり）ではマレーシアにおける地形や自然など地理の概略を示す。

## 概略
マレーシアは東南アジアに位置する立憲君主制の国であり、マレー半島にあるマレーシア半島地区と、ボルネオ島北部にある東マレーシア地区に大別できる。マレーシア半島地区は北側でタイと、南側でシンガポールと国境を接し、マラッカ海峡を挟んでインドネシアのスマトラ島と面する。東マレーシア地区はインドネシアとブルネイと国境を形成している。

## 気候
赤道に近いマレーシアは熱帯雨林気候に分類され、年間を通して高温多湿である。年間の平均降雨量は約2,500mmで、平均気温は27度。マレーシア半島地区では大陸からの風の影響を直接的に受けるのに対して、東マレーシアでは太平洋からの風の影響があり、エルニーニョ現象により乾季は降雨量が減少する。現在では気候変動から海面の上昇、降雨量の増加による洪水や干ばつの危険性の高まりが指摘されている。
マレーシアでは一年で2回のモンスーンの時期があり、5月から9月が南西モンスーン、11月から3月までが北東モンスーンの時期であり、3月と10月が2種類のモンスーンが切り替わる時期である。オーストラリアの砂漠地帯で発生する南西モンスーンに比べて中国や北太平洋で発生する北東モンスーンのほうがより多くの降雨をもたらす。
現地の気候はマレーシア領内の山脈により影響を受け、高地・低地・沿岸地域の3つの気候に区分できる。沿岸地域は温暖な気候で、気温は23度～32度、降雨量は月100mm～300mmほどである。低地はこれと似た気候ではあるが、降雨量が多いため沿岸地域に比べて湿度が非常に高い。一方高地は湿潤ではあるが低地や沿岸地域に比べて気温が低く、寒暖差が激しい。また雲に覆われていることも多く、湿度が75%を下回ることは少ない。
国内の史上最高気温は1998年4月9日にプルリス州で記録した40.1度で、史上最低気温はキャメロンハイランドで1978年2月1日に記録した-0.12度である。一日の史上最多降雨量は1967年1月6日にクランタン州で記録した608mmで、年間の史上最多降雨量は2006年にサバ州で記録した5687mmである。逆に年間の史上最低降雨量は同じくサバ州で1997年に記録した1151mmである。また国内で最も湿度が高い場所はサラワク州クチンであり年間のうち247日間で降雨が確認される。一方もっとも乾燥している場所はプルリス州チュピンで、年間の降雨量はクチンの1/3ほどである。

## 地質
マレーシアはスンダ海棚に位置している。国内にある最古の岩石は5億4000万年前に形成されたものであり、そのほとんどが堆積岩である。これらの多くは古生代に形成された石灰岩であるが、東マレーシアでは第三紀ころより浸食されており、石油や天然ガスを多く含む堆積岩となっている。またマレーシアの山脈は中生代における造山活動で作られたものである。

## 土地
マレーシアの総面積は33万0803㎢で、世界で67番目に面積の広い国である。このうち総面積の39.7%にあたる13万2090㎢がマレーシア半島地区で、60.7%にあたる19万8847㎢が東マレーシア地区の面積である。また総面積の0.37%である1200㎢は川や湖などの水域である。海岸線の総延長は4675kmで、うちマレーシア半島地区が2068km、東マレーシア地区が2607kmとなっている。マレーシア半島地区と東マレーシア地区は南シナ海によって隔てられているが、海岸沿いに平野が広がりそこから内陸部の丘陵や山脈に向かって高度があがっていくという地形的構造は共通している。
マレーシア半島地区はマレー半島の南半分を占め、南北の距離は740km、東西の幅は最大で322kmとなる。半島は山がちで、半島部の面積の半分以上は海抜が150mを越えている。地質は、半島部の半分は花崗岩やそのほかの火成岩からなり、残りは花崗岩よりも古い岩石やの層や、沖積層からなる。港湾は半島部の西側に集中しており、川の河口に近い地域は肥沃な土壌にも恵まれている。そのため、人口600万人を抱える首都クアラルンプールをはじめとする人口集積地域となっている。
東マレーシア地区はボルネオ島北部に位置し、海岸線は2607kmに及ぶ。東マレーシア地区は海岸部、島奥地の山岳部、その二つをつなぐ丘陵部と3つに分けることが出来、サワラク州南部は比較的低地が多く、サバ州に近づくにつれて山地が多くなっていく傾向にある。地区内にはコタキナバル、クチンと主要都市がふたつある。

### 山脈

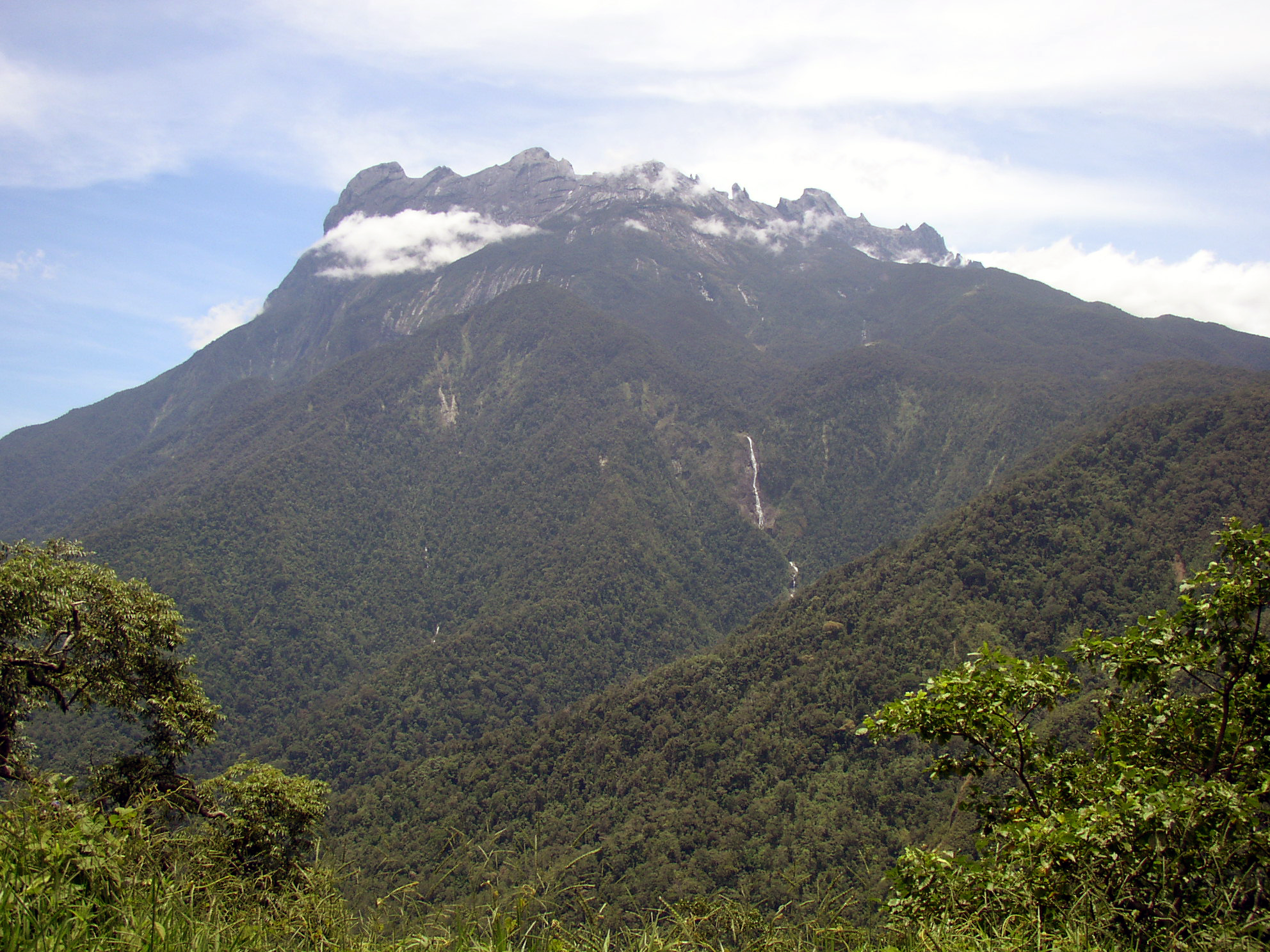
サバ州にあるマレーシア最高峰のキナバル山

国内で最も高い山脈は、国内最高峰のキナバル山や三番目に高いタンブユコン山を含むサバ州のクロッカー山脈である。キナバル山は標高4095mで、キナバル自然公園の一部としてユネスコの世界遺産にも登録されている。また同じくサバ州にあるトルス・マディ山脈は国内で二番目に標高の高いトルス・マディ山があり、インドネシアとの国境付近にあるボンバライヒルはマレーシアで唯一の活火山である。
マレー半島側には、多くの山脈が南北方向に平行に走っている。中心なっているのはティティワンサ山脈で、半島中央部を東西に隔てるように横たわっている。ティティワンサ山脈には半島部で二番目に標高の高いコルブ山があり、深い森に覆われているほか、半島部の多くの水系の源流となっている。またティティワンサ山脈の東側には半島部最高峰のタハン山を含むビンタン山脈がある。

### 森林

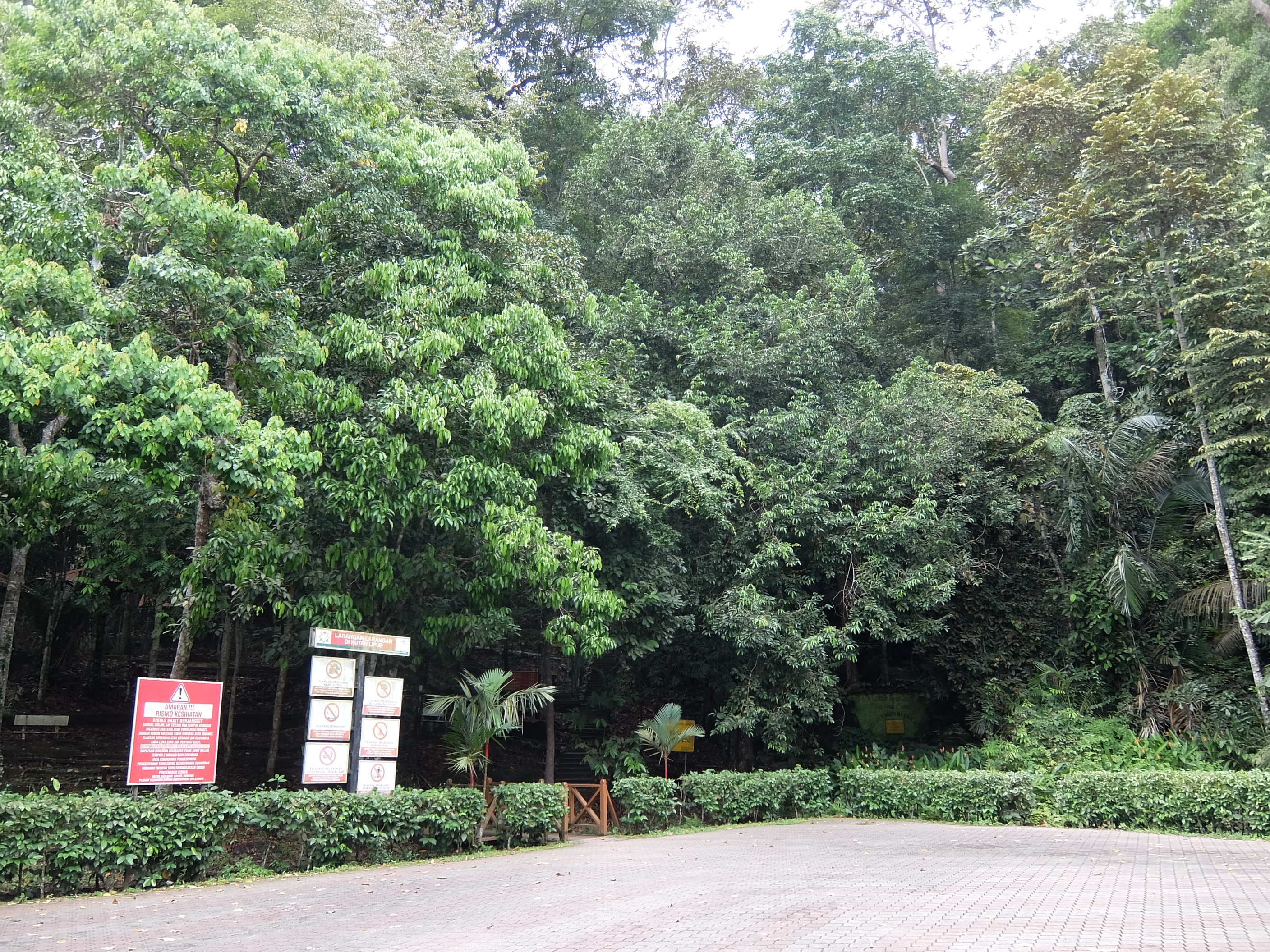
ジョホール州の森林

マレーシアの森林は熱帯雨林に分類され、国土の58.2%が森林に覆われている。これらは主に標高750mを下回る地域を中心に形成され、ボルネオ島にあるボルネオ低地熱帯雨林では2000種類を超える植物が生い茂っている。しかしながら、1960年代にはじまった農地開拓による森林伐採の影響で森林は減少傾向にある。ボルネオ島のサラワク州では80%以上もの森林が伐採され、河川の汚染や土壌浸食の増加で農業にも悪い影響を及ぼしている。現在では州政府が熱帯雨林減少に歯止めをかけようと動き出している地域もある。
マレーシアの熱帯雨林は多種多様な植物で構成され、主にフタバガキやマングローブの湿地が多い。フタバガキは内陸部中心に植生しており、マングローブは海岸部を中心に1425㎢にわたって拡がっている。これらの森林のなかには国立公園や州立公園として保護されている場所もあり、これらはマレーシア政府やサワラク州・サバ州などの森林保護や野生動物の管理を行っている担当部署によって維持されている。現在マレーシア国内ではキナバル自然公園とグヌン・ムル国立公園の2か所が自然遺産としてユネスコの世界遺産に登録されている。

### 洞窟
マレーシア国内には石灰岩の浸食によるカルスト地形が多くみられる。グヌン・ムル国立公園にあるムル洞窟は世界最大の洞窟であり、東マレーシアにおける観光スポットとなっている。また同じくグヌン・ムル国立公園にあるサラワクチャンバーは、世界最大の地下空洞として知られている。

### 島嶼

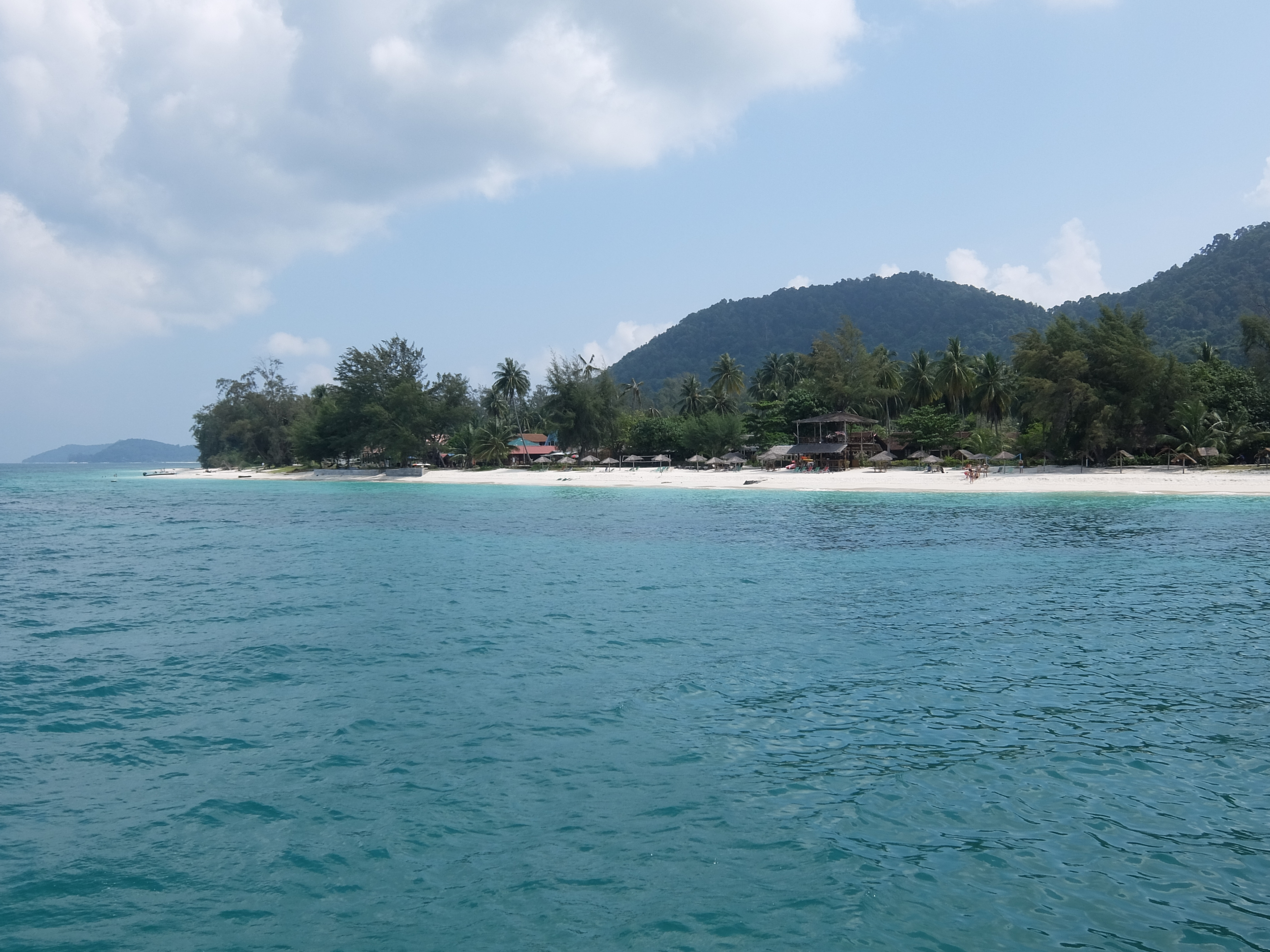
ジョホール州の島嶼

全域がマレーシア領となっている島で最大のものはサバ州の沖合にあるラブアン島で、それにサバ州バンギ島、サラワク州ブルイト島、ケダ州ランカウイ島、ペナン州ペナン島と続く。他国と国境を形成する島ではインドネシア・ブルネイと接するボルネオ島が最大であり、それにセバティク島が続く。またシパダン島やルダン島ではサンゴ礁がみられる。

## 水域

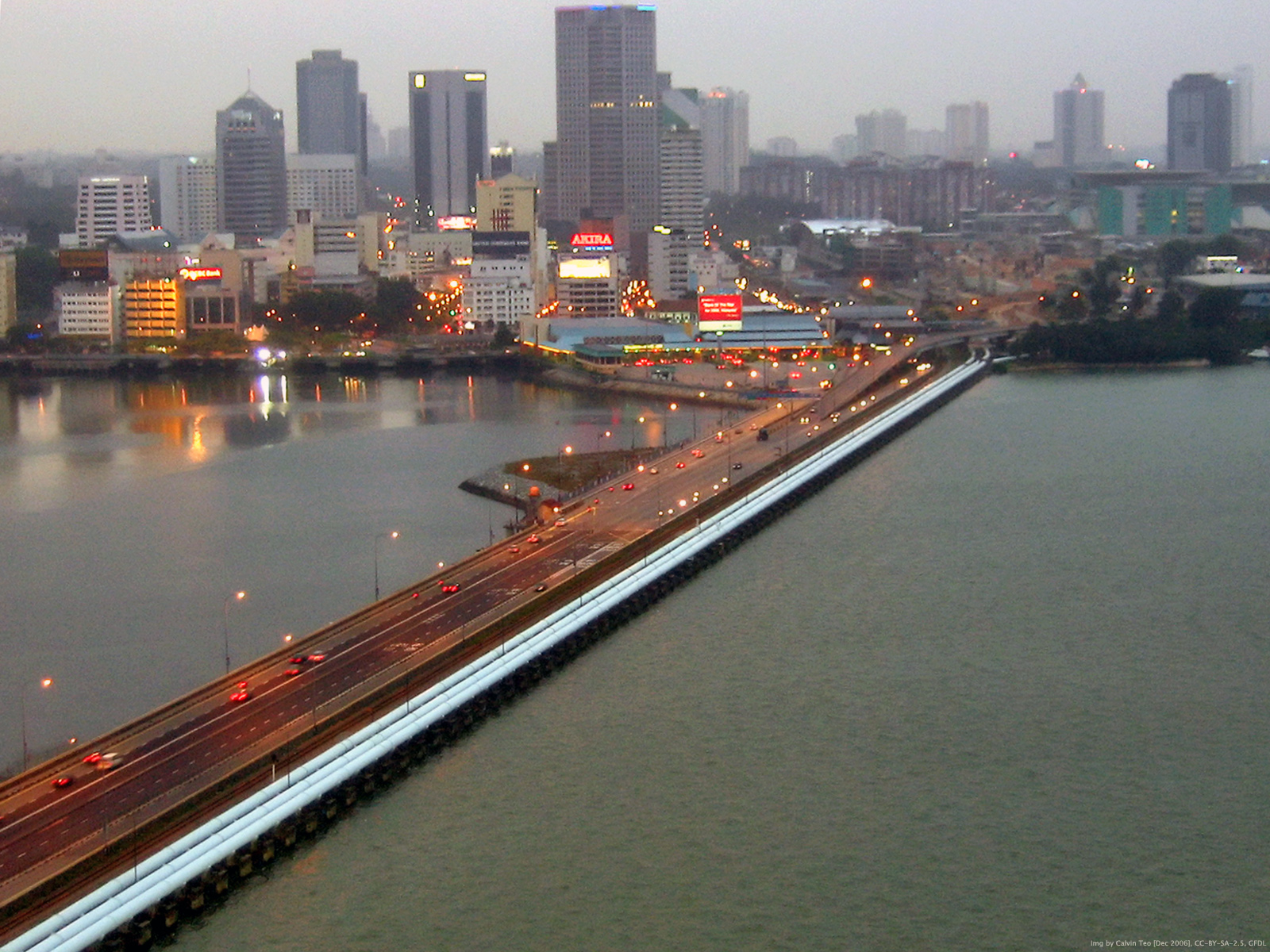
ジョホール海峡を越えシンガポールとジョホールバルを結ぶジョホール・シンガポール・コーズウェイ。写真はシンガポール側からジョホールバルを臨んだもの。

マレーシア半島地区と東マレーシア地区の間には南シナ海があり、マレーシア領としては最大の水域（領海）を形成している。またマレー半島西側にはアンダマン海と南シナ海を繋ぐマラッカ海峡があり、世界有数の海上交通の要所となっている。マレー半島の東側は南シナ海に面しているが、北部にはタイランド湾に面している部分もある。南側ではジョホール海峡がシンガポールとの間の国境となっている。東マレーシア地区の北東部はスールー海、南東部はセレベス海に面している。
マレーシア政府は周辺の22海里を領海として主張しており、そこにはボルネオ島のほかフィリピン、インドネシア、パプアニューギニアなどによって囲まれるサンゴ礁の海域、コーラル・トライアングルの一部も含まれる。また周辺200海里の水域を排他的経済水域としている。マレー半島とスマトラ島に挟まれるマラッカ海峡に関しては、マレーシア・インドネシア二国間におけるマラッカ海峡の国境線に関する条約（Treaty Between the Republic of Indonesia and Malaysia on Determination of boundary Lines of Territorial Waters of the two Nations at the Strait of Malacca）で領海を策定している。

### 湖
パハン州にあるベラ湖はマレーシア最大の湖の一つであるとともに、マレーシア国内に2つしかない天然湖の一つでもある（もう一つは同じくパハン州にあるチニ湖）。ケダ州にあるペドゥ湖はマレーシアとタイとの国境から5kmほどにある湖で、12kmもの幅がある。トレンガヌ州にあるケニール湖は面積が260㎢（千葉市の面積とほぼ同等）で、東南アジア最大の人口湖である。

### 河川
マレーシアで最長の川はサラワク州のラジャン川で、全長は760kmに及ぶ。二番目に長い川は全長560kmのサバ州にあるキナバタンガン川で、いずれもボルネオ島を流れる川である。マレー半島で最も長い川は、パハン州を流れるパハンで、全長は459kmである。

## 生態系

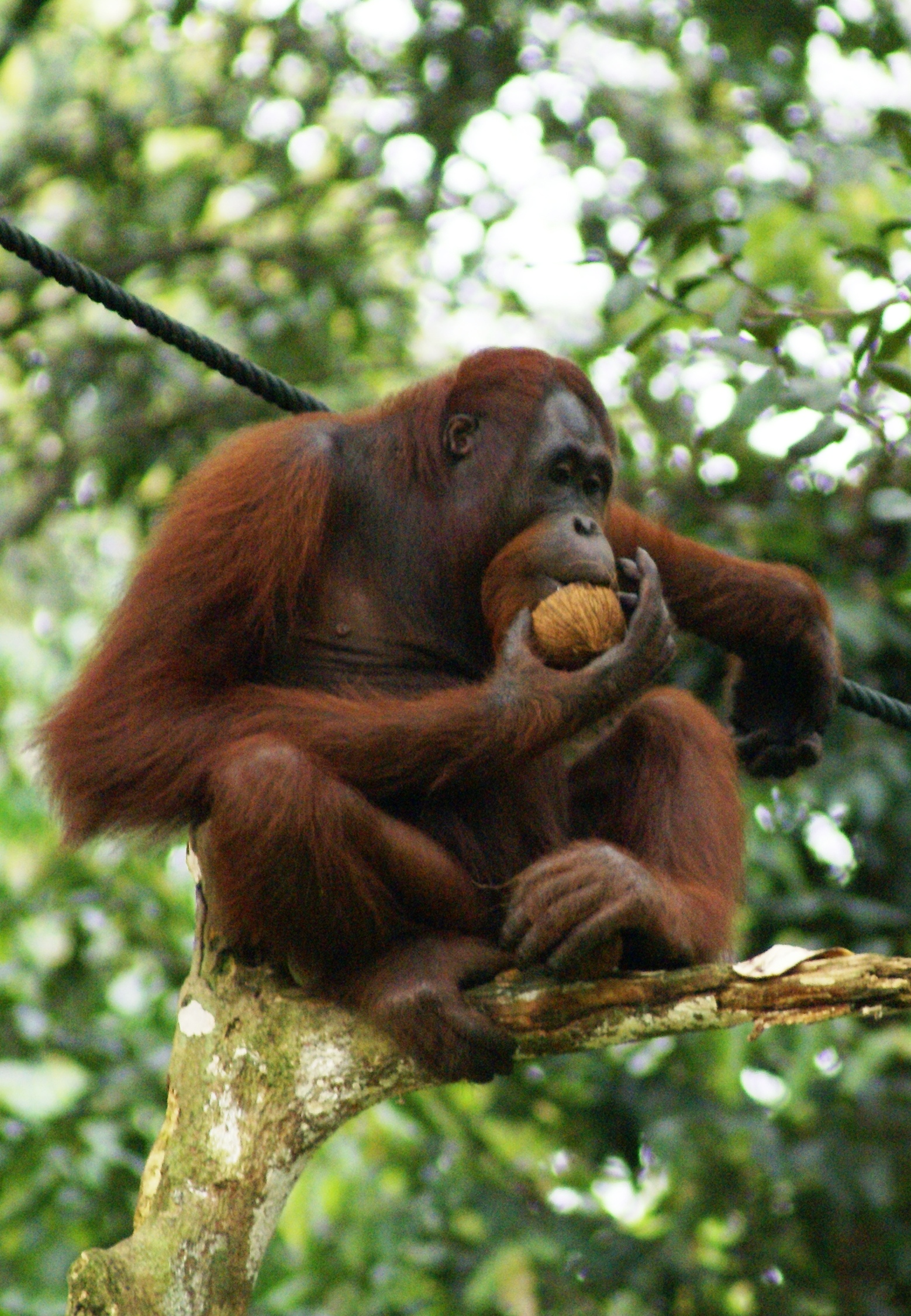
ボルネオ島を代表する動物であるオランウータン

マレーシアは非常に多種多様な生態系が存在し、豊富な生態系を抱えるメガダイバース国家のうちの一つに数えられる。国土の大部分が熱帯雨林に覆われるマレーシアには様々な動植物が生息し、210種の哺乳類、620種の鳥類、250種の爬虫類が確認されカエルだけでも150種が発見されている。また海洋にも豊富な生態系を持っている。
マレーシアの熱帯雨林には世界最大の花のひとつとして知られるラフレシアも自生している。現在ではボルネオ島を中心として森林伐採が生態系に与える影響が注目されている。

## 自然災害

### 洪水
マレーシアは平均年間降雨量が2000mmを超えており、洪水が発生しやすい環境にある。1926年から大規模な洪水事例が15件あり、現在でも河川・貯水池周辺の急速な開発や河川の許容量の増減などで大きな課題の一つとなっている。2006年と2007年にジョホール州で起こった洪水ではそれぞれ15億リンギット（約420億円）と18億リンギット（約510億円）の損害が発生し、11万人が避難生活を余儀なくされた。

### 地震
マレーシアはインド・オーストラリアプレートとユーラシアプレートの境界がマレー半島の西側に、フィリピン海プレートとユーラシアプレートの境界が東マレーシア沖にあり、地震が頻繁に発生する。マレーシアで観察される地震の多くは死者が出るような大規模なものではなく、主に震源をスマトラ島やフィリピンに発するものである。
マレーシアでは建造物の耐震性について、2004年に発生し22万人の死者を出したスマトラ島沖地震以来関心が高まっている。特に地震が発生しやすいペナンなどマレー半島西側やサバ州などでその傾向が顕著である。

## 天然資源
マレーシアは石油の産出国であるとともに、輸出国でもある。また天然ガスの産出量も多く、これらはマレー半島北部のトレンガヌ州や東マレーシアで産出されている。このほか、スズ、銅鉱石、鉄鉱石、金鉱石、ボーキサイトも採ることが出来る。スズに関しては、マレーシアは1980年代まで世界最大のスズ輸出国であり、セランゴール州、ペラ州のキンタバレー、パハン州、ジョホール州などで産出されていた。
木材では特に東マレーシアからの木材輸出が盛んにおこなわれており、2007年には234億リンギット（約6600億円）の木材を輸出した。

## 国境と地域区分
マレーシア国内は13の州と3つの連邦直轄領に分割される。このうち11の州と2つの連邦直轄領はマレーシア半島側にあり、2の州と1つの連邦直轄領が東マレーシア側にある。これらの州はさらに細かい地方自治体へとそれぞれ分割される。
マレーシアと周辺諸国との国境線は主に自然地形によって形成される。マレーシアとタイではペルリ川とゴロ川が国境線となっており、シンガポールとはジョホール海峡が国境となっている。このマレーシア＝タイ間の国境は1909年に形成されたもので、当時のシャムが現在マレーシア領となっているケダ州、クランタン州、トレンガヌ州、ペルリ州をイギリスに割譲したことによる。
一方海洋の国境は各国との条約により画定させている。ブルネイとは、ブルネイ領のテンブロン地区とブルネイ・ムアラ地区に挟まれた水域に関して20年以上の書簡のやり取りにより2009年5月にようやく国境を確定させた。インドネシアとも海上国境では主張が食い違う部分があり、特にサバ州の近辺で顕著である。これに関してもマレーシア政府はインドネシア政府と協議を重ね、現在までに16ヶ所の国境について合意に達した。またシンガポールやフィリピンとも領海問題を抱えている。
近年では南沙諸島の領有権を巡り中華人民共和国やベトナムなどとも懸案事項がある。